# 山田秋親
山田 秋親（やまだ あきちか、1978年9月19日 - ）は、京都府京都市出身の元プロ野球選手（投手）、大学野球監督。右投右打。2010年から2012年までの登録名は秋親。

## 経歴

### プロ入り前
北嵯峨高校時代は3年夏に府大会62奪三振の活躍で第78回全国高等学校野球選手権大会に出場。
高校卒業後は立命館大学に進学。2年秋に初登板を先発完投勝利で飾る。3年春に関学大戦でノーヒットノーランを達成し、大学選手権では初戦完投勝利で153kmをマーク。関西学生リーグで通算17勝6敗、防御率0.91、最優秀選手、最優秀投手各1回。最速153kmの直球を誇るアマチュア野球界ナンバーワンの投手として2000年シドニーオリンピックにも出場。複数球団の争奪戦を経て、2000年度ドラフト会議で2巡目の逆指名により福岡ダイエーホークスに入団。

### ダイエー・ソフトバンク時代
1年目の2001年は、新人ながら開幕ローテーションに加わり3月28日の近鉄2回戦で初登板で初先発。7回途中を8安打で自責点4ながらも、初勝利を挙げる。しかしその後は、不振の投球が目立ち開幕から1ヶ月経たず二軍落ち。7月に一軍復帰し完封勝利を記録したが好調が持続できず8月後半に二軍落ちし1軍復帰することはなくシーズンを終えた。
2年目の2002年も開幕からローテーションに入り5月8日までに開幕4連勝するが被本塁打が多くその後5連敗し、7月5日に5勝目を挙げるがオールスター前の登板を最後に二軍落ちし、その後1軍復帰できずシーズンを終えた。
2003年はエースの若田部健一がFA移籍するなど先発投手の再編もあり山田にも期待が持たれたが、若手の斉藤和巳、杉内俊哉、寺原隼人や新人の和田毅、新垣渚の台頭で先発投手陣は激戦になり、山田は先発投手枠から外れ辛うじてリリーフのみでの登板で2勝挙げるのがやっとだった。
2004年は抑え投手である三瀬幸司へと繋ぐセットアッパーとして活躍。リリーフに活路を見出したが、2006年に右肘、2007年に左膝を手術するなど、故障により1軍登板が減少。登板数が1試合に終わった2008年オフにホークスから戦力外通告を受けた。現役続行を希望して同年11月に右肩関節唇の手術を受けた。

### 独立リーグ時代
2009年3月から四国・九州アイランドリーグの福岡レッドワーブラーズの練習に参加。同年9月1日に選手として正式に入団。入団後は5試合に登板し、0勝1敗で防御率3.48の成績を挙げた。シーズン後はアイランドリーグ選抜選手の一員としてフェニックスリーグにも参加。NPB復帰を目指して、同年11月に12球団合同トライアウトに参加。同月20日に千葉ロッテマリーンズへの入団が発表された。登録名は「秋親」。元NPB選手が日本の独立リーグを経てNPBへの復帰を果たした初のケースとなった。

### ロッテ時代
2010年5月13日の交流戦・横浜戦において負傷降板した先発・唐川侑己の後を受け、三番手として四回から登板。ダイエー時代の2004年9月8日のロッテ戦以来、2073日ぶりの勝利投手となった。前半戦は防御率1点台だった時期もあり、敗戦処理やロングリリーフとして活躍した。しかし、2011年から2年続けて1軍登板がなく、2012年10月7日に戦力外通告を受けた。

### クラブチーム時代
ロッテ退団後は、社会人野球のクラブチームであるミキハウスREDSに入団。
2013年の第84回都市対抗野球大会では近畿地区予選突破はならなかったものの、好投を評価され日本生命の補強選手に選ばれた。7月15日、三菱重工横浜との1回戦、8回表3-3の同点の場面で救援登板し都市対抗野球初出場となったが、決勝点となる犠牲フライを許した。また自チームで出場した第38回全日本クラブ野球選手権では4試合中3試合に登板し、うち1試合は完封勝利。本大会の敢闘賞を受賞している。
2017年1月からびわこ成蹊スポーツ大学硬式野球部の投手コーチに就任した。同大学の入試部入試課に勤務しつつ、2020年の取材時にはヘッドコーチ、2021年からは監督に昇格した。

## 詳細情報

### 年度別投手成績
| 年 度     | 球 団                 | 登 板 | 先 発 | 完 投 | 完 封 | 無 四 球 | 勝 利 | 敗 戦 | セ 丨 ブ | ホ 丨 ル ド | 勝 率 | 打 者 | 投 球 回 | 被 安 打 | 被 本 塁 打 | 与 四 球 | 敬 遠 | 与 死 球 | 奪 三 振 | 暴 投 | ボ 丨 ク | 失 点 | 自 責 点 | 防 御 率 | W H I P |
| --------- | --------------------- | ----- | ----- | ----- | ----- | -------- | ----- | ----- | -------- | ----------- | ----- | ----- | -------- | -------- | ----------- | -------- | ----- | -------- | -------- | ----- | -------- | ----- | -------- | -------- | ------- |
| 2001      | ダイエー ソフトバンク | 10    | 9     | 1     | 1     | 0        | 2     | 2     | 0        | --          | .500  | 218   | 48.1     | 43       | 5           | 32       | 0     | 3        | 25       | 4     | 0        | 29    | 29       | 5.40     | 1.55    |
| 2002      | ダイエー ソフトバンク | 18    | 15    | 1     | 0     | 0        | 5     | 6     | 0        | --          | .455  | 403   | 91.0     | 92       | 17          | 39       | 2     | 5        | 82       | 3     | 1        | 55    | 53       | 5.24     | 1.44    |
| 2003      | ダイエー ソフトバンク | 24    | 0     | 0     | 0     | 0        | 2     | 1     | 0        | --          | .667  | 121   | 26.0     | 25       | 3           | 17       | 2     | 5        | 20       | 1     | 0        | 12    | 12       | 4.15     | 1.62    |
| 2004      | ダイエー ソフトバンク | 35    | 1     | 0     | 0     | 0        | 6     | 2     | 1        | --          | .750  | 244   | 57.2     | 53       | 7           | 24       | 1     | 1        | 53       | 0     | 0        | 25    | 25       | 3.90     | 1.34    |
| 2005      | ダイエー ソフトバンク | 4     | 0     | 0     | 0     | 0        | 0     | 0     | 0        | 0           | ----  | 28    | 5.1      | 5        | 0           | 5        | 0     | 1        | 5        | 2     | 0        | 4     | 1        | 1.69     | 1.88    |
| 2007      | ダイエー ソフトバンク | 6     | 0     | 0     | 0     | 0        | 0     | 0     | 0        | 0           | ----  | 25    | 6.0      | 5        | 2           | 3        | 0     | 0        | 4        | 0     | 0        | 3     | 3        | 4.50     | 1.33    |
| 2008      | ダイエー ソフトバンク | 1     | 0     | 0     | 0     | 0        | 0     | 0     | 0        | 0           | ----  | 5     | 0.2      | 1        | 0           | 2        | 0     | 0        | 0        | 0     | 0        | 1     | 1        | 13.50    | 4.50    |
| 2010      | ロッテ                | 28    | 0     | 0     | 0     | 0        | 1     | 0     | 0        | 2           | 1.000 | 146   | 31.1     | 31       | 3           | 20       | 0     | 6        | 29       | 5     | 0        | 17    | 17       | 4.88     | 1.63    |
| 通算：8年 | 通算：8年             | 126   | 25    | 2     | 1     | 0        | 16    | 11    | 1        | 2           | .593  | 1190  | 266.1    | 255      | 37          | 142      | 5     | 21       | 218      | 15    | 1        | 146   | 141      | 4.76     | 1.49    |

- ダイエー（福岡ダイエーホークス）は、2005年にソフトバンク（福岡ソフトバンクホークス）に球団名を変更

### 独立リーグでの投手成績
以下の数値は四国アイランドリーグplusウェブサイト掲載の各シーズン選手成績による。
| 年 度    | 球 団    | 防 御 率 | 登 板 | 勝 利 | 敗 戦 | セ 丨 ブ | 完 投 | 完 封 | 無 四 球 | 投 球 回 | 打 者 | 被 安 打 | 被 本 塁 打 | 奪 三 振 | 与 四 球 | 与 死 球 | 失 点 | 自 責 点 |
| -------- | -------- | -------- | ----- | ----- | ----- | -------- | ----- | ----- | -------- | -------- | ----- | -------- | ----------- | -------- | -------- | -------- | ----- | -------- |
| 2009     | 福岡     | 3.48     | 5     | 0     | 1     | 0        | 0     | 0     | 0        | 10.1     | 42    | 7        | 1           | 8        | 2        | 1        | 4     | 4        |
| 通算:1年 | 通算:1年 | 3.48     | 5     | 0     | 1     | 0        | 0     | 0     | 0        | 10.1     | 42    | 7        | 1           | 8        | 2        | 1        | 4     | 4        |

### 記録
NPB
- 初登板・初先発登板・初勝利・初先発勝利：2001年3月28日、対大阪近鉄バファローズ2回戦（大阪ドーム）、7回0/3を4失点
- 初奪三振：同上、4回裏にフレッディ・ガルシアから
- 初完投勝利・初完封勝利：2001年7月8日、対大阪近鉄バファローズ18回戦（大阪ドーム）
- 初セーブ：2004年5月29日、対オリックス・ブルーウェーブ9回戦（Yahoo!BBスタジアム）、7回裏1死に2番手で救援登板・完了、2回2/3を無失点
- 初ホールド：2010年5月24日、対阪神タイガース1回戦（阪神甲子園球場）、7回裏1死に4番手で救援登板、1回2/3を無失点

### 背番号
- 17 （2001年 - 2007年）
- 34 （2008年 - 2009年）
- 48 （2010年 - 2012年）

### 登録名
- 山田 秋親 （やまだ あきちか、2001年 - 2009年）
- 秋親 （あきちか、2010年 - 2012年）